# Gabriele del Belgio
Gabriele del Belgio (nome completo in francese Gabriel Baudouin Charles Marie, in olandese Gabriël Boudewijn Karel Mari; Anderlecht, 20 agosto 2003) è un principe belga, secondogenito del re Filippo e della regina Mathilde.
È secondo in linea di successione al trono del Belgio dopo la sorella maggiore Elisabetta, che lo precede per via della soppressione della legge salica della Costituzione belga nel 1991. Ha anche due fratelli minori, Emanuele ed Eleonora.

## Biografia

### Nascita e battesimo
Nasce all'ospedale Erasmo di Anderlecht, il 20 agosto 2003.
Il principe Gabriele è stato battezzato presso la cappella privata del castello di Ciergnon il 25 ottobre 2003 dal cardinale Godfried Danneels, arcivescovo di Malines-Bruxelles. Il suo padrino è il conte Charles-Henri d'Udekem d'Acoz, suo cugino materno, e la sua madrina è la baronessa Maria Christina von Freyberg, sua procugina paterna.

#### Onomastica
Al principe vennero dati i seguenti nomi:
- Gabriele, per l'usanza dei suoi genitori di chiamare i figli con nomi che iniziano o finiscono con "El-/-el";
- Baldovino, in onore del prozio re Baldovino;
- Carlo, in onore del suo padrino;
- Maria, come nome di tradizione cattolica.

### Educazione
Il principe Gabriele è stato studente del Sint-Jan Berchmanscollege a Marollen, Bruxelles, fino al 2019.
Dal 2019 al 2021 ha terminato gli studi secondari presso la International School of Brussels (ISB), una scuola privata di lingua inglese a Watermael-Boitsfort. Nel settembre 2021, ha iniziato un corso preparatorio di 1 anno presso il National Mathematics and Science College, un college specializzato nell'insegnamento delle discipline STEM nel Warwickshire, in Inghilterra. Nell'agosto 2022, la famiglia reale ha annunciato che Gabriele ha frequentato l'Accademia militare reale di Bruxelles, studiando scienze sociali e militari, e farà parte della 162ª classe.
Gabriele studia olandese, francese e inglese. Suona il pianoforte e pratica diversi tipi di sport: taekwondo, calcio, ciclismo, tennis, nuoto, scii e vela. Inoltre, fino al 2019 ha fatto parte del club di hockey, Royal Evere White Star Hockey Club.

## Titoli e trattamento
- 20 agosto 2003 - attuale: Sua Altezza Reale, il principe Gabriele del Belgio

## Ascendenza
|                                |                                |                                          | Genitori                                     |  |  | Nonni |  |  | Bisnonni               |  |  | Trisnonni            |  |
|                                |                                |                                          |                                              |  |  |       |  |  | Leopoldo III dei Belgi |  |  | Alberto I del Belgio |  |
|                                |                                |                                          |                                              |  |  |       |  |  | Leopoldo III dei Belgi |  |  | Alberto I del Belgio |  |
|                                |                                | Elisabetta di Wittelsbach                |                                              |  |  |       |  |  | Leopoldo III dei Belgi |  |  |                      |  |
| Alberto II dei Belgi           |                                |                                          |                                              |  |  |       |  |  | Leopoldo III dei Belgi |  |  |                      |  |
|                                |                                | Astrid di Svezia                         | Carlo di Svezia                              |  |  |       |  |  |                        |  |  |                      |  |
|                                |                                | Astrid di Svezia                         | Carlo di Svezia                              |  |  |       |  |  |                        |  |  |                      |  |
|                                |                                | Astrid di Svezia                         | Ingeborg di Danimarca                        |  |  |       |  |  |                        |  |  |                      |  |
| Filippo del Belgio             |                                | Astrid di Svezia                         |                                              |  |  |       |  |  |                        |  |  |                      |  |
|                                |                                | Fulco Ruffo di Calabria                  | Fulco Beniamino Ruffo di Calabria            |  |  |       |  |  |                        |  |  |                      |  |
|                                |                                | Fulco Ruffo di Calabria                  | Fulco Beniamino Ruffo di Calabria            |  |  |       |  |  |                        |  |  |                      |  |
|                                |                                | Fulco Ruffo di Calabria                  | Laura Mosselman du Chenoy                    |  |  |       |  |  |                        |  |  |                      |  |
| Paola Ruffo di Calabria        |                                | Fulco Ruffo di Calabria                  |                                              |  |  |       |  |  |                        |  |  |                      |  |
|                                |                                | Luisa Gazelli dei Conti di Rossana       | Augusto Gazzelli dei Conti di Rossana        |  |  |       |  |  |                        |  |  |                      |  |
|                                |                                | Luisa Gazelli dei Conti di Rossana       | Augusto Gazzelli dei Conti di Rossana        |  |  |       |  |  |                        |  |  |                      |  |
|                                |                                | Luisa Gazelli dei Conti di Rossana       | Maria dei Conti Rignon                       |  |  |       |  |  |                        |  |  |                      |  |
| Gabriele del Belgio            |                                | Luisa Gazelli dei Conti di Rossana       |                                              |  |  |       |  |  |                        |  |  |                      |  |
|                                | Barone Charles d'Udekem d'Acoz | Barone Maximilien d'Udekem d'Acoz        |                                              |  |  |       |  |  |                        |  |  |                      |  |
|                                | Barone Charles d'Udekem d'Acoz | Barone Maximilien d'Udekem d'Acoz        |                                              |  |  |       |  |  |                        |  |  |                      |  |
|                                | Barone Charles d'Udekem d'Acoz | Baronessa Angélique Maria van Eyll       |                                              |  |  |       |  |  |                        |  |  |                      |  |
| Conte Patrick d'Udekem d'Acoz  | Barone Charles d'Udekem d'Acoz |                                          |                                              |  |  |       |  |  |                        |  |  |                      |  |
|                                |                                | Jonkvrouw Suzanne van Outryve d'Ydewalle | Jonkheer Clément van Outryve d'Ydewalle      |  |  |       |  |  |                        |  |  |                      |  |
|                                |                                | Jonkvrouw Suzanne van Outryve d'Ydewalle | Jonkheer Clément van Outryve d'Ydewalle      |  |  |       |  |  |                        |  |  |                      |  |
|                                |                                | Jonkvrouw Suzanne van Outryve d'Ydewalle | Jonkvrouw Madeleine de Thibault de Boesinghe |  |  |       |  |  |                        |  |  |                      |  |
| Mathilde d'Udekem d'Acoz       |                                | Jonkvrouw Suzanne van Outryve d'Ydewalle |                                              |  |  |       |  |  |                        |  |  |                      |  |
|                                |                                | Conte Léon-Michel Komorowski             | Conte Michel Komorowski                      |  |  |       |  |  |                        |  |  |                      |  |
|                                |                                | Conte Léon-Michel Komorowski             | Conte Michel Komorowski                      |  |  |       |  |  |                        |  |  |                      |  |
|                                |                                | Conte Léon-Michel Komorowski             | Maria Zaborowska                             |  |  |       |  |  |                        |  |  |                      |  |
| Contessa Anna Maria Komorowska |                                | Conte Léon-Michel Komorowski             |                                              |  |  |       |  |  |                        |  |  |                      |  |
|                                |                                | Principessa Zofia Sapieha                | Principe Adam Zygmunt Sapieha                |  |  |       |  |  |                        |  |  |                      |  |
|                                |                                | Principessa Zofia Sapieha                | Principe Adam Zygmunt Sapieha                |  |  |       |  |  |                        |  |  |                      |  |
|                                |                                | Principessa Zofia Sapieha                | Contessa Teresa Sobanska                     |  |  |       |  |  |                        |  |  |                      |  |
|                                |                                | Principessa Zofia Sapieha                |                                              |  |  |       |  |  |                        |  |  |                      |  |